# Lastbilskonst i Sydasien

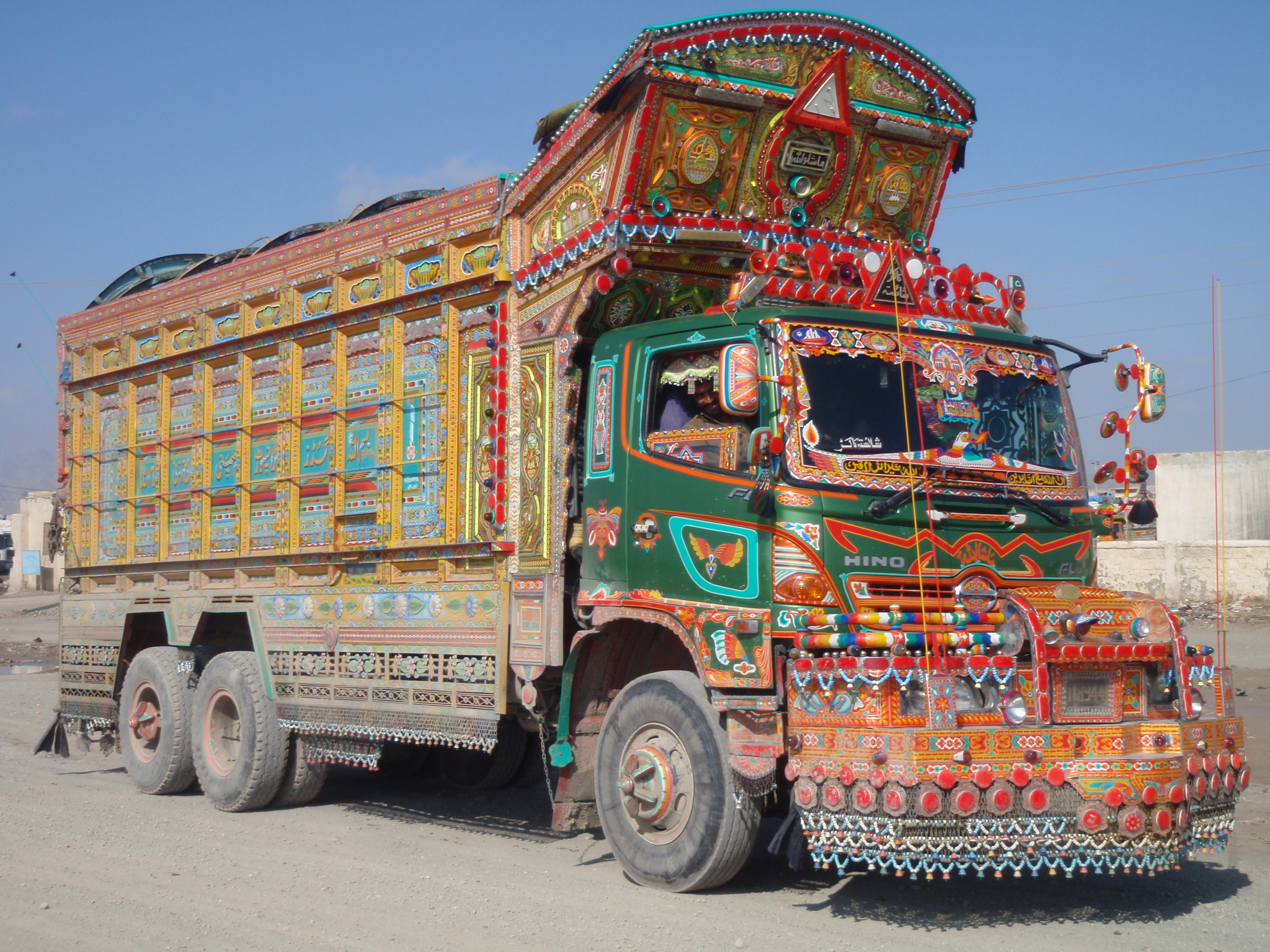
En utsmyckad lastbil i Pakistan.

Lastbilskonst i Sydasien är en populär typ av regional dekorering där lastbilar utsmyckas med mönster föreställande blommor och kalligrafi. Det är vanligt förekommande i Pakistan och Indien.
Under Afghanistankriget (2001–2021) fick lastbilarna som körde mellan Pakistan och Afghanistan namnet jingle trucks (klingande lastbilar) av USA:s väpnade styrkor.